# Loca (canción de Khea)
«Loca» es una canción del rapero argentino Khea con rapero argentino Duki y cantante argentina Cazzu. Fue lanzado el 20 de noviembre de 2017. El video musical de la canción tiene más de 700 millones de visitas en YouTube. La canción tiene más de 100 millones de reproducciones en Spotify.

## Antecedentes
La canción fue producida por Omar Varela y MYKKA, el video de la canción fue dirigido por Ballve. La canción fue tendencia en varias partes de América Latina y España y ocupó el tercer lugar en Argentina. El 15 de abril de 2019, la canción fue certificada Oro Latino por la RIAA.

## Remezcla con Bad Bunny
El Remix de la canción fue lanzado el 16 de marzo de 2018 y presenta al cantante puertorriqueño Bad Bunny. El video musical de la canción tiene más de 140 millones de visitas en YouTube. La canción tiene más de 200 millones de reproducciones en Spotify.

## Posiciones

### Mensual y semanal
| Listas (2017-2018)                                  | Mejor posición |
| --------------------------------------------------- | -------------- |
| Argentina (CAPIF Digital Songs)                     | 3              |
| España (Top 100 Canciones) Versión remezclada       | 65             |
| Estados Unidos (Hot Latin Songs) Versión remezclada | 45             |
| Nicaragua (Monitor Latino)                          | 9              |

### Posiciones de Fin de Año
| Listas (2018)              | Posición |
| -------------------------- | -------- |
| Nicaragua (Monitor Latino) | 62       |

## Certificaciones
| País                              | Organismo certificador | Certificación | Ventas certificadas | Ref.  |
| --------------------------------- | ---------------------- | ------------- | ------------------- | ----- |
| Estados Unidos                    | RIAA                   | Oro (Latin)   | 30 000              | [ 7 ] |
| Estados Unidos Versión remezclada | RIAA                   | Oro (Latin)   | 30 000              | [ 7 ] |